# Khosro Heydari
Khosro Heydari (persisch اخسرو حیدری; * 14. September 1983 in Teheran) ist ein ehemaliger iranischer Fußballspieler.

## Karriere

### Klub
Er begann seine Karriere beim Persepolis FC und wechselte zur Saison 1999/2000 von der dortigen U17 in die U19 von Esteghlal Teheran. Hiernach war seine erste Station im Herren-Bereich ab der Saison 2002/03 der FC Aboumoslem. Nach zwei Jahren hier, wechselte er zu Paykan Teheran, wo er noch einmal eine Saison spielte. Nach weiteren zwei Spielzeiten bei PAS Teheran und einer bei PAS Hamedan, kehrte er zu Esteghlal Teheran zurück, wo er nun einmal die Meisterschaft mit der Mannschaft gewann. Zur Saison 2010/11 wechselte er nochmal zum Sepahan FC, kehrte aber nach dieser Saison direkt zu seinem alten Klub zurück und gewann in den folgenden Jahren noch einmal die Meisterschaft wie auch den Pokal. Nach der Saison 2018/19 beendete er schließlich seine Karriere.

### Nationalmannschaft
Sein Debüt für die iranische A-Nationalmannschaft hatte er am 20. Juni 2007 bei einem 2:0-Sieg über Palästina, während der Gruppenphase der Westasienmeisterschaft 2007.
Dies verblieb für einige Zeit aber auch sein einziger Einsatz und erst im Januar 2009 wurde er das nächste Mal eingesetzt, im Juni des Jahres auch einmal bei der Qualifikation für die Weltmeisterschaft 2010. Auch bei der Qualifikation für die Asienmeisterschaft 2011 wurde er später eingesetzt. Im Herbst des Jahres 2011 sammelte er dann einige Einsätze bei der Qualifikation für die Weltmeisterschaft 2014. Aber auch bei der Qualifikation für die Asienmeisterschaft 2015 war er ab Anfang 2013 dabei. Schlussendlich stand er im finalen Kader bei der WM 2014 und wurde auch in allen drei Gruppenspielen des Teams eingesetzt. Auch bei der Asienmeisterschaft 2015 war er noch Teil des Turnierkaders, absolvierte jedoch nur zwei Gruppenspiele. Seine letzten Spiele bestritt er anschließend noch im Herbst des Jahres 2015, während der Qualifikation für die Weltmeisterschaft 2018.